# آخرین پر سیمرغ
آخرین پر سیمرغ عنوان نمایشنامه‌ای از محمد چرمشیر است که در سال ۱۳۹۲ توسط نشر نی به چاپ رسیده‌است. این نمایشنامه با اقتباس از شاهنامه فردوسی نوشته شده‌است.
چرمشیر در مقدمه ترجمه نمایشنامه که به دیتر کومل، کارگردان تئاتر آلمان، تقدیم کرده است، ضمن بیان چرایی و چگونگی نگارش این اثر، نوشته‌است: «آخرین پر سیمرغ» تجربه‌ای است از همنشینی دو فرهنگ که تلاش کرده‌اند، افتراقات خود را به نفع اشتراکاتشان به کنار گذارند. حتی اینک که خوانندگان ایرانی آن را به زبان خود می‌خوانند شاهد این درهم‌آمیزی خواهند بود. چرا که این متن از همان آغاز بر این باور پافشاری کرد که مخاطب غیرایرانی نیز باید آن را بفهمد و درک کند.»
این نمایشنامه در سالن‌های تئاتر شهرهای مختلف به‌روی صحنه رفته‌است.

بخشی از نمایشنامه:
بیژن سه: مادر، گفته بودی ـ در جهان ـ سرزمینی است که دیوان بر هیئت زنان، راه بر آدمی می‌بندند. گفته بودی سرزمین آدمی همان‌جایی است که دل ماندگار می‌شود… مادر، من اکنون آن سرزمین را یافته‌ام، و چه باک که آن سرزمین همان سرزمین دیوان باشد. من از اسب فرود آمده‌ام و دیگر بر آن جای نخواهم گرفت. بگذار گرازان بر زمین بتازند و پهلوانان، فاتح سرزمین‌های بسیار باشند، و من ایستاده بر سرزمینی باشم که دیوانش دل از آدمی می‌ربایند. مادر، بگذار پسری از پسران تو به‌جای شمشیر زمزمه‌ای بر لب داشته باشد، شاید جهان با همین زمزمهٔ پسر تو، جایی شود که خون و مرگ، فاتح همیشه آن نباشند.